# Galium polyanthum
Galium polyanthum är en måreväxtart som beskrevs av I.Thomps.. Galium polyanthum ingår i släktet måror, och familjen måreväxter. Inga underarter finns listade i Catalogue of Life.